# 慈憲皇后
慈憲皇后（じけんこうごう、? - 1153年）は、金の廃帝海陵王の母。姓は大氏。

## 生涯
渤海王家に連なる大昊天の娘。天輔年間、遼王完顔宗幹の側室となった。
海陵王が即位すると、皇太后となり、永寧宮と称した。
貞元元年（1153年）4月、病に倒れた際、海陵王が10万貫の賞金を懸けて名医を探したが、その甲斐もなく崩御した。「慈憲」と諡されて、宗幹（徳宗の廟号が贈られ追尊されていた）と合葬された。世宗時代の大定7年（1167年）、海陵太妃に追降された。大定20年（1180年）、遼王夫人に再追降された。『金史』には海陵母大氏と記される。

## 子女
- 男子：迪古乃（海陵王）、永慶
- 女子：平陽長公主

## 伝記資料
- 『金史』